# Geophilus intermissus
Geophilus intermissus är en mångfotingart som beskrevs av Filippo Silvestri 1935. Geophilus intermissus ingår i släktet Geophilus och familjen storjordkrypare. Inga underarter finns listade i Catalogue of Life.